# Robin van Persie
Robin van Persie (født 6. august 1983) er en hollandsk fodboldtræner, og tidligere fodboldspiller, som er træner for Eredivisie-klubben Feyenoord. Han spillede som angriber i sin karriere, og anses som en af sin generations bedste spillere. Han holder rekorden for flest mål for det hollandske landshold.

## Klubkarriere

### Feyenoord
Efter at have spillet mange år hos Excelsior på ungdomsniveau, så skiftede Van Persie i 1999 til Feyenoord. Han fik sin førsteholdsdebut med klubben i 2001. Han spillede tre sæsoner med klubben, men det lykkedes aldrig at slå igennem som mere end rotationsspiller.

### Arsenal
Van Persie skiftede i maj 2004 til Arsenal, hvor han underskrev en fireårig aftale med klubben. Han fik sin debut for klubben i FA Community Shield-sejren over Manchester United den 8. august 2004. Han scorede sit første mål for klubben i en League Cup-kamp mod Manchester City den 27. oktober af samme år. Hans debutsæson var dog plaget af skader, og han endte med at spille hovedsageligt som rotationsspiller.
Van Persie havde en god start på 2005-06 sæsonen, og blev i november 2005 kåret som Premier League Player of the Month efter at have scoret otte mål i otte kampe. Han forlængede i januar 2006 sin kontrakt med klubben. Han var i sæsonen med til at vinde FA Cuppen. Arsenal nåede i sæsonen også til Champions League-finalen, hvor Van Persie blev skiftet på i løbet af kampen, da Arsenal tabte til spanske FC Barcelona.
De næste to sæsoner var dog særlig skadespræget for Van Persie, hvilke begrænsede hans spilletid markant. Han vendte dog godt tilbage i 2008-09 sæsonen, hvor han sluttede som klubbens topscorer og topassister i ligaen, og som resultat blev kåret som årets spiller i klubben. Denne gode form blev det igen ødelagt af skadesproblemer, da en ankelskade i november 2009 betød han måtte side over i fem måneder.
Van Persie vendte dog endnu en gang stærkt tilbage efter sin skadespause, og havde i 2010-11 sin bedste målscoringsæson til dato, da han scorede 18 ligamål. Han opfulgte dette med en endnu bedre sæson i 2011-12, hvor han scorede 30 mål, og hermed vandt Golden Boot som Premier League topscorer. Han blev ved sæsons udgang kåret som PFA Player of the Year.

### Manchester United
Van Persie skiftede i august 2012 til Manchester United, og han skrev her under på en fireårig kontrakt med udløb den 30. juni 2016. Han debutede for klubben den 20. august i en kamp imod Everton. Fem dage senere scorede han sit første mål for klubben i en 3-2 sejr over Fulham. Den 2. september scorede han sit første hattrick for klubben, hvilke også inkluderede hans mål nummer 100 i Premier League, da United slog Southampton 3-2. Han var i sæsonen med til at vinde Premier League, og blev kåret som årets spiller i klubben, da han vandt Sir Matt Busby Player of the Year-prisen.

### Fenerbahçe
Van  Persie skiftede i juli 2015 til tyrkiske Fenerbahçe på en  treårig aftale for en transfersum som blev rapporteret til at være på £3.84 millioner. Han debuterede to uger senere i en målløs hjemmekamp mod Shakhtar Donetsk i tredje kvalifikationsrunde til UEFA Champions League 2015-16, hvor han blev skiftet ind i stedet for Moussa Sow i det 68' minut. Han fik sin debut i ligaen den 14. august, da han blev skiftet ind efter 60 minutter i stedet for Fernandão i 2-0-sejren over Eskişehirspor. Seks dage senere, den 23. august, scorede han sit første mål for klubben, da han scorede føringsmålet i 1-1-kampen mod Çaykur Rizespor.

### Feyenoord retur
Van Persie skiftede i januar 2018 tilbage til Feyenoord efter han var blevet enig med Fenerbahçe om at ophæve hans kontrakt. Han blev i august af samme år udnævnt som holdets anfører. Kort efter i oktober annoncered han, at 2018-19 sæsonen vil være hans sidste.

## Landsholdskarriere
Van Persie debuterede for Hollands landshold den 4. juni 2005 i en kamp mod Rumænien. Han spillede i alt 102 landskampe, hvori han scorede 50 mål, flest nogensinde på det hollandske landshold.

## Trænerkarriere

### Heerenveen
Efter at have arbejdet som akademitræner hos Feyenoord, så fik Van Persie sit første job som cheftræner i maj 2024, da han blev hyret af Heerenveen.

### Feyenoord
Van Persie vendte i februar 2025 igen tilbage til Feyenoord, da han blev hentet af klubben som cheftræner til at erstatte Brian Priske, som var blevet fyret kort tid inden.

## Titler
Feyenoord
- UEFA Cup: 1 (2001-02)[24]
- KNVB Cup: 1 (2017-18).

Arsenal
- FA Cup: 2004–05[25]
- FA Community Shield: 2004[26]

Manchester United
- Premier League: 2012–13[27]
- FA Community Shield: 2013[28]